# Berlengas

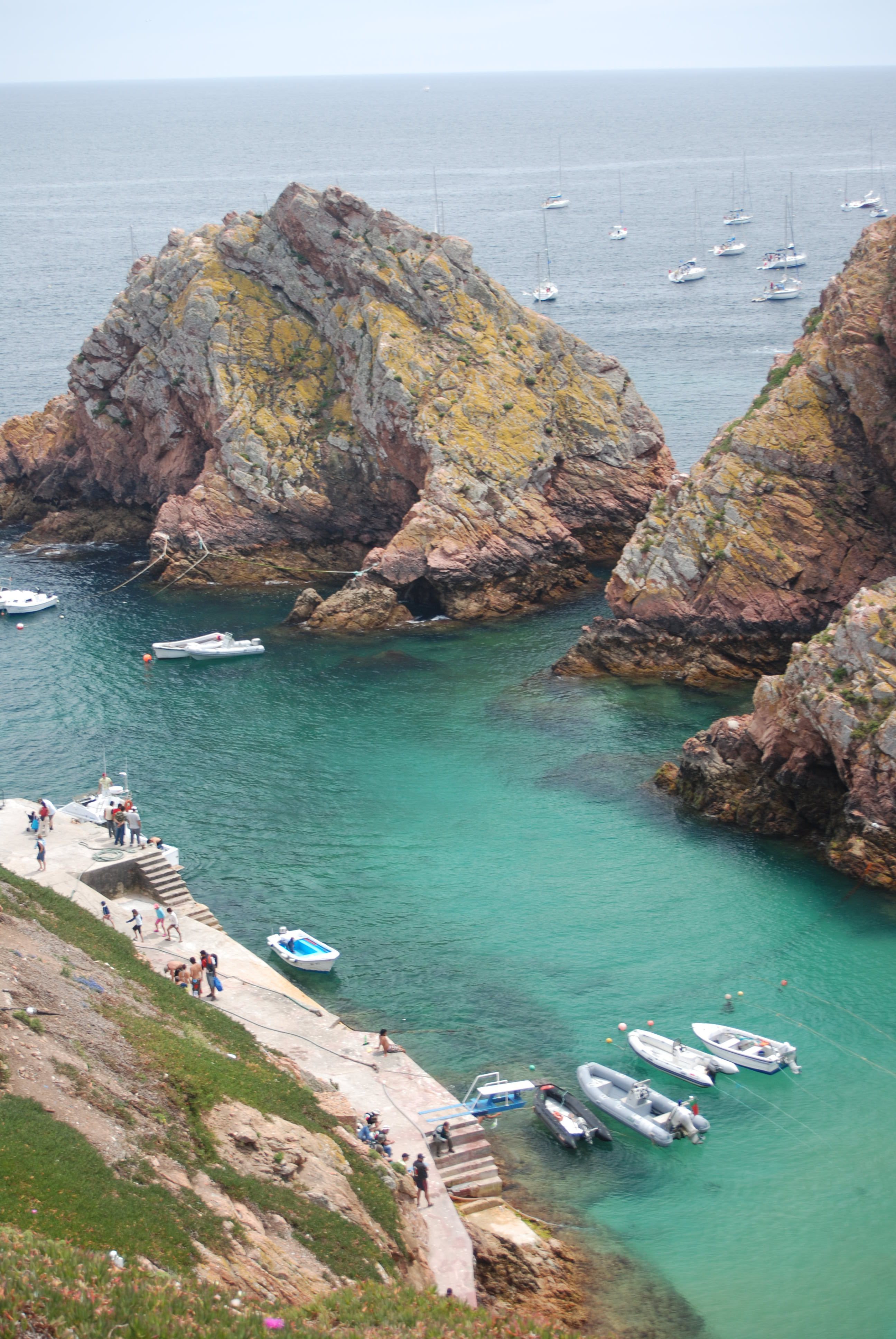
Přístav na Berlenga Grande

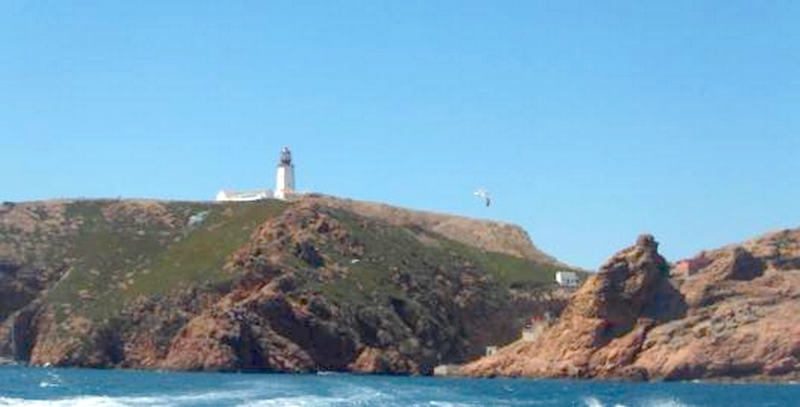
Berlenga Grande-pohled z moře

Berlengas (portugalsky Arquipélago das Berlengas) je souostroví několika malých skalních ostrůvků, které se nacházejí ve vzdálenosti 10 až 15 km na západ od portugalského přímořského města Peniche v Atlantském oceánu. Náleží k distriktu Leiria.

## Ostrovy
K souostroví patří hlavní ostrov Berlenga Grande s okolními ostrůvky (např. Ilha Velha) a vzdálenější skupiny Estelas a Farilhões-Forcados.

## Osídlení
Na největším z ostrovů (Berlenga Grande) se nachází malá pevnost a maják. V současné době však souostroví nemá stálé obyvatele. Pevnost byla přestavěna na noclehárnu. V létě souostroví navštěvují vědci a v malém množství i turisté.

## Ochrana přírody
Ostrovy patří do přírodní rezervace - Reserva natural des Berlengas. Předmětem ochrany jsou především mořští ptáci.